# Jošice
Jošice (srbsky Јошице) je vesnice a přímořské letovisko v Černé Hoře. Je součástí opčiny města Herceg Novi, od něhož leží asi 14 km severovýchodně. V roce 2003 zde žilo celkem 439 obyvatel. Spolu s těsně sousedícím letoviskem Đurići tvoří letovisko Kamenari.
Sousedními letovisky jsou Bijela a Đurići.